# Irisar (målning)
Irisar (franska: Iris) är en oljemålning av den nederländske konstnären Vincent van Gogh från 1889. 
Målningen visar en blomrabatt med blåa irisar i förgrunden. Den tillkom under van Goghs årslånga sjukhusvistelse Saint Paul-de-Mausole i Saint-Rémy-de-Provence efter hans mentala sammanbrott i Arles hösten 1888. Den såldes 1987 för 53,9 miljoner dollar, vilket gjorde målningen till den då dyraste tavlan någonsin. Den såldes 1990 vidare till Getty Center i Los Angeles där den finns utställd idag.

## Andra van Gogh-målningar av irisblommor

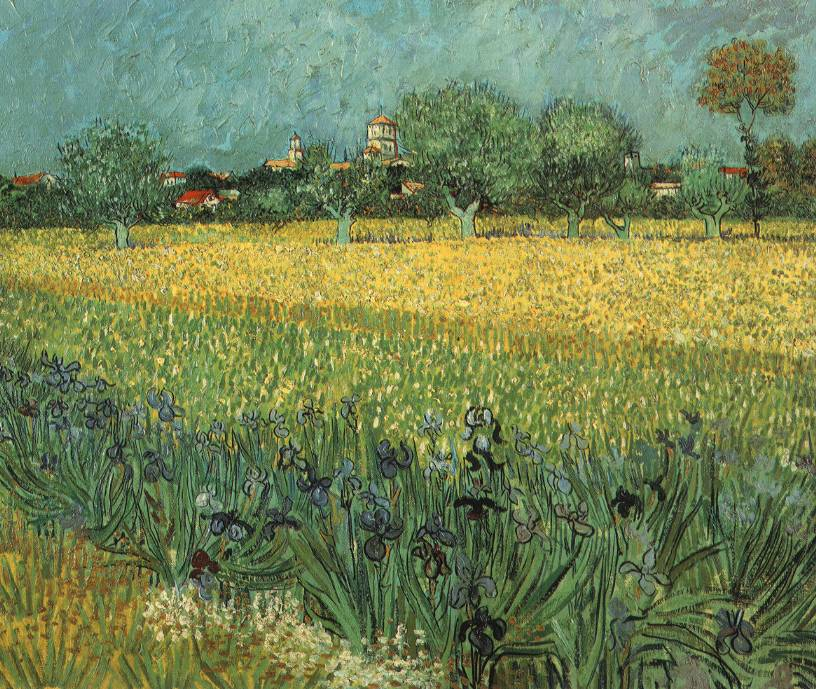
Van Gogh-museet (1888)
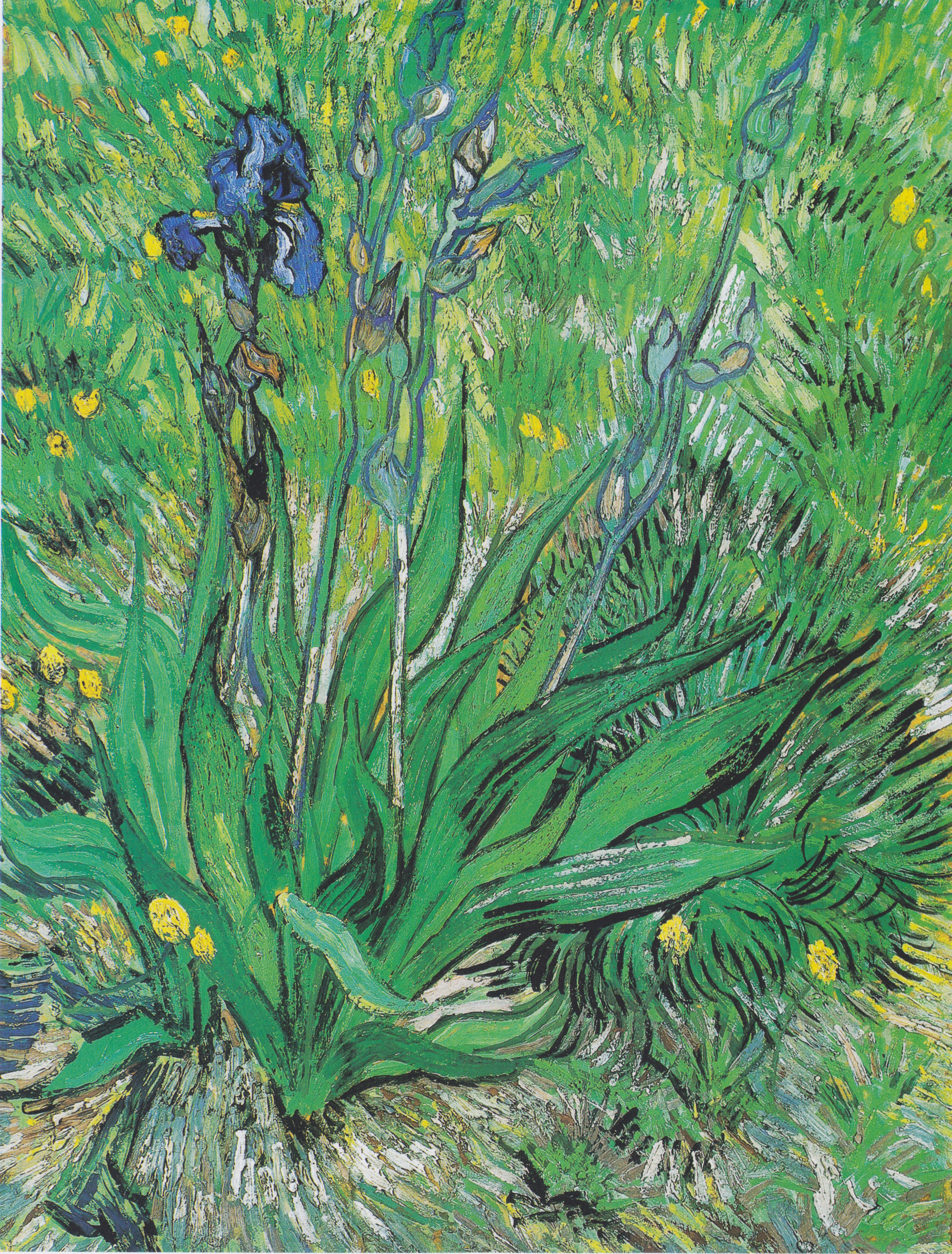
National Gallery of Canada (1889)
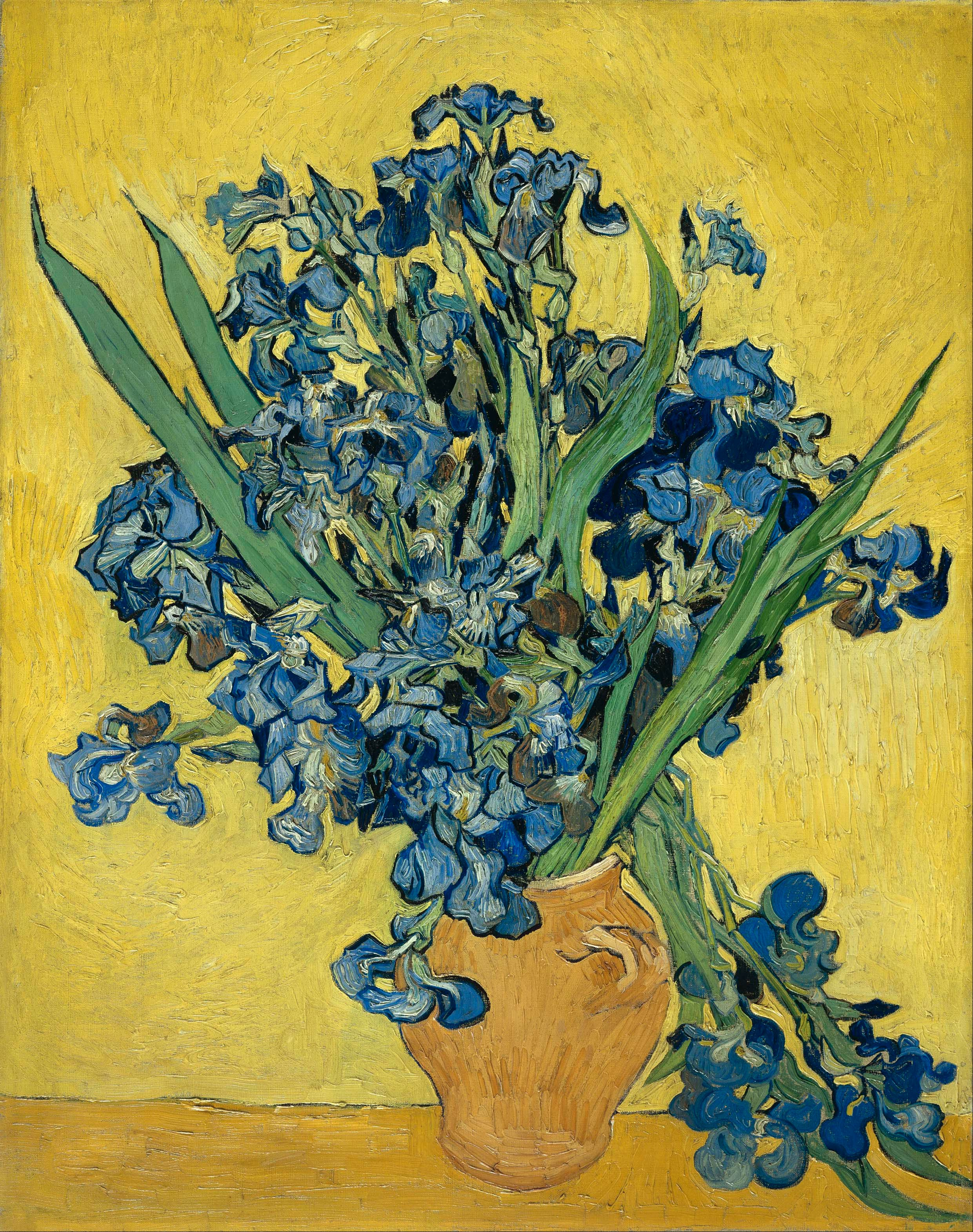
Van Gogh-museet (1890)
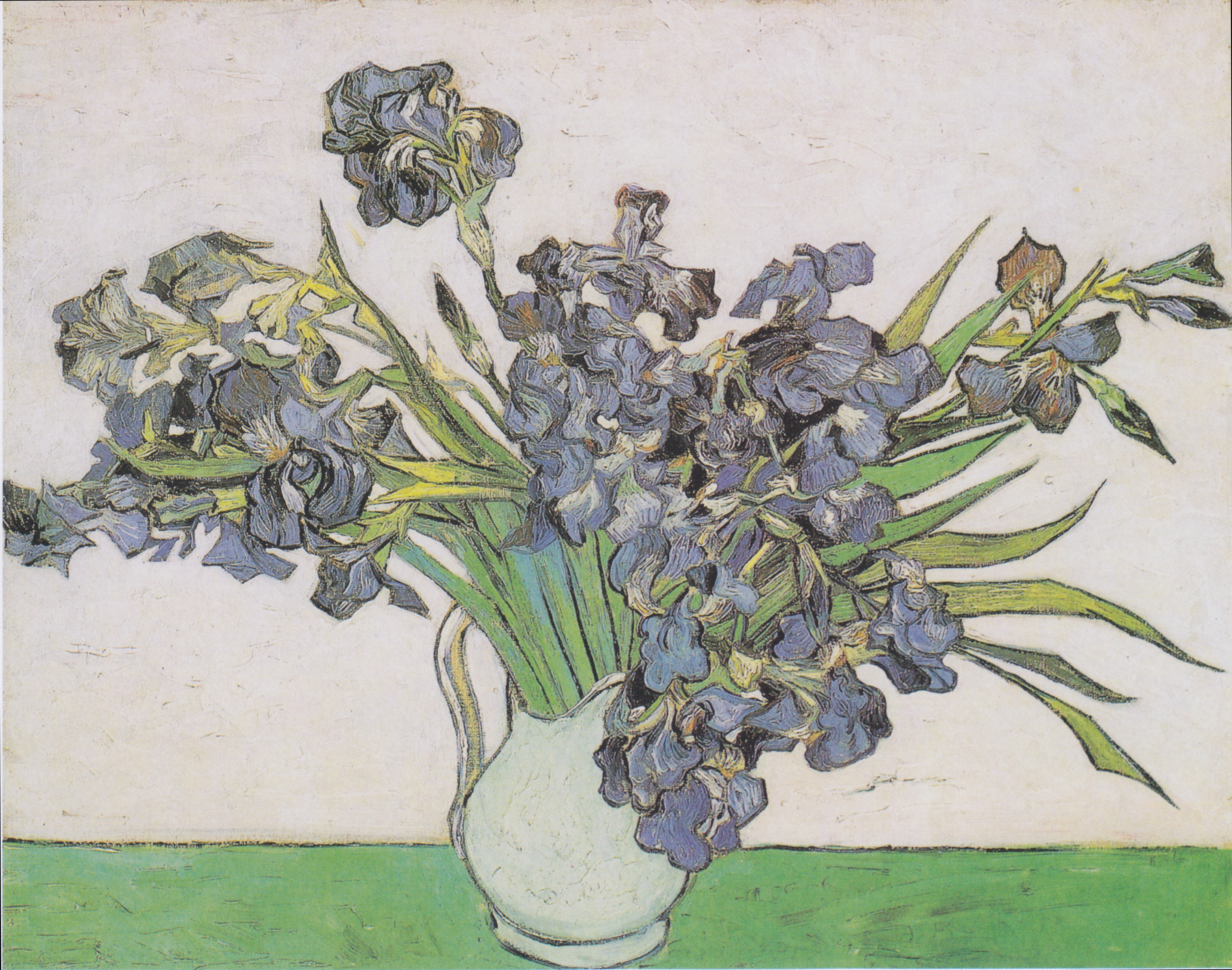
Metropolitan Museum of Art (1890)